# Фрідріх Зоннекен
Фрідріх Зоннекен (нім. Friedrich Soennecken, 20 вересня 1848 — 2 липня 1919) — німецький підприємець та винахідник, засновник фірми, що виготовляла офісне приладдя. 
Народився 1848 року у Ізерлоні-Дрьошеде (Зауерланд) в родині коваля. 27 травня 1875 року в Ремшайді (Вестфалія) заснував  фірму «F. Soennecken Verlag», яка виготовляла та продавала приладдя для письма, планшети, чорнильниці. Основним його винаходом є заокруглений стиль письма та перо, яким легко писати заокругленим шрифтом. Зоннекен опублікував кілька книг про цей стиль письма.
1886 року він зареєстрував патент на винахід діркопробивача, який також увійшов в асортимент його товарів. Того ж року запатентував папку з кільцями — попередника теки-реєстратора. У 1876 році він і його компанія переїхали до Поппельсдорфа, поблизу Бонна.  

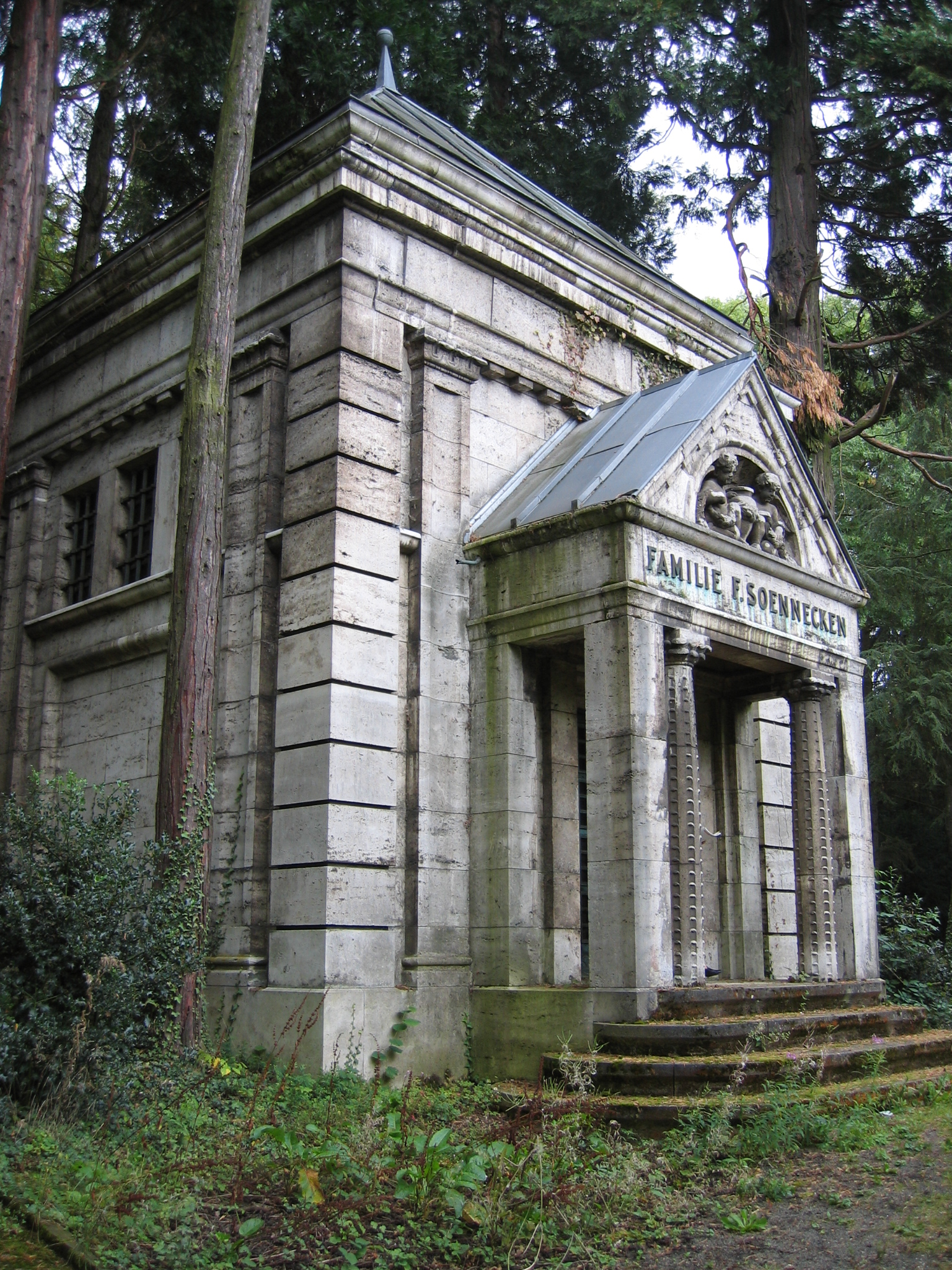
Сімейний склеп Зоннекенів
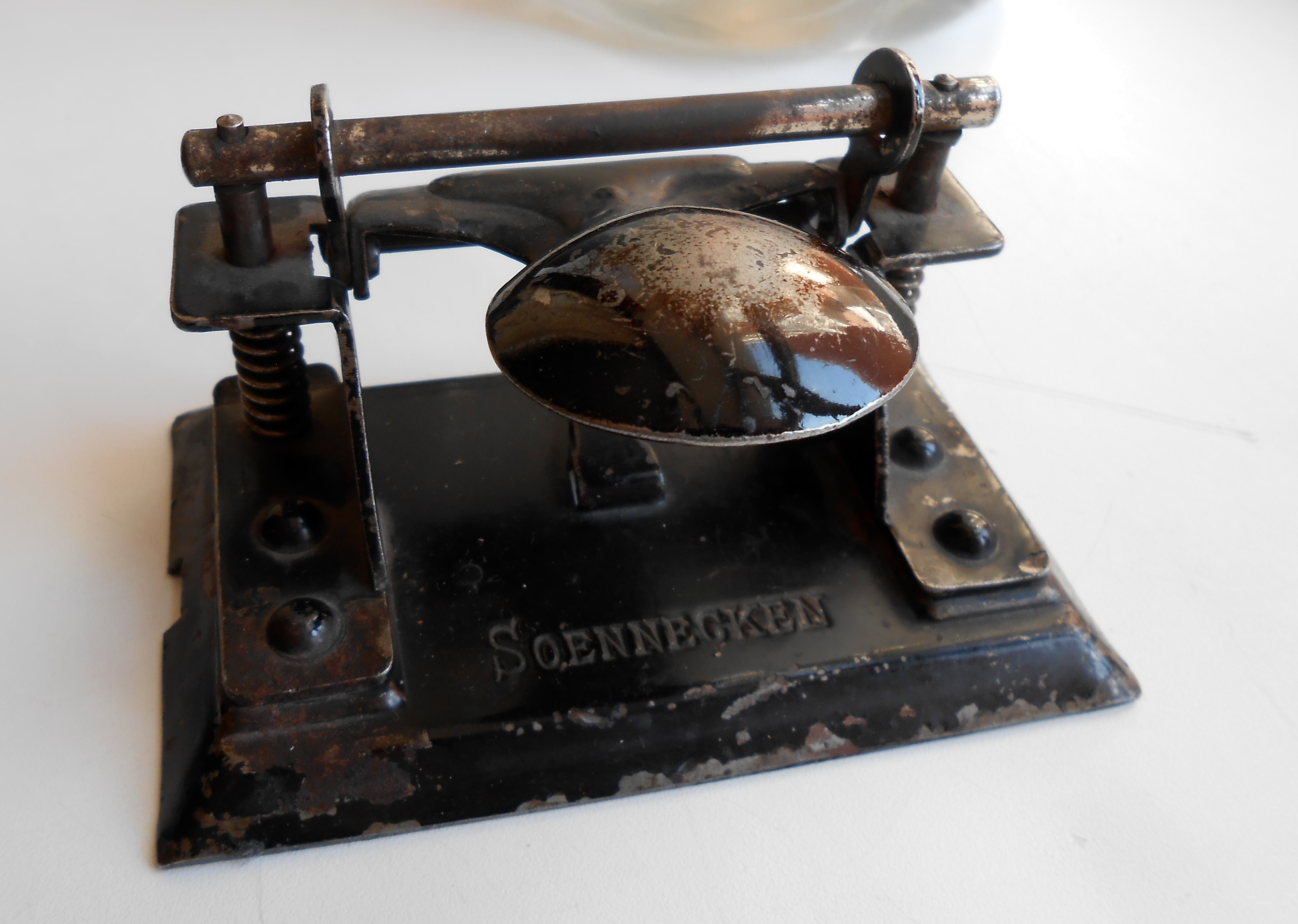
Діркопробивач Зоннекера
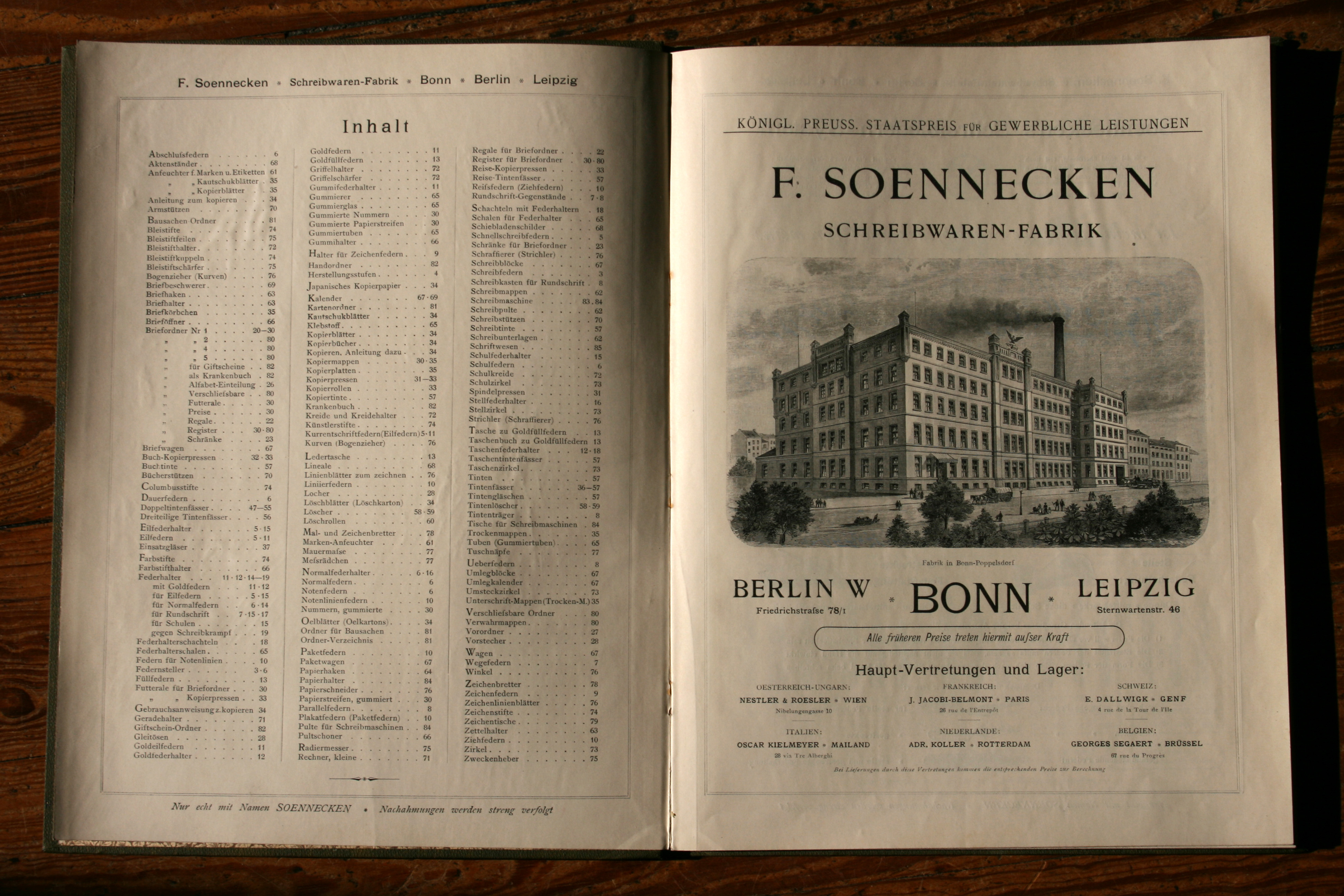
Каталог товарів фірми Зоннекера
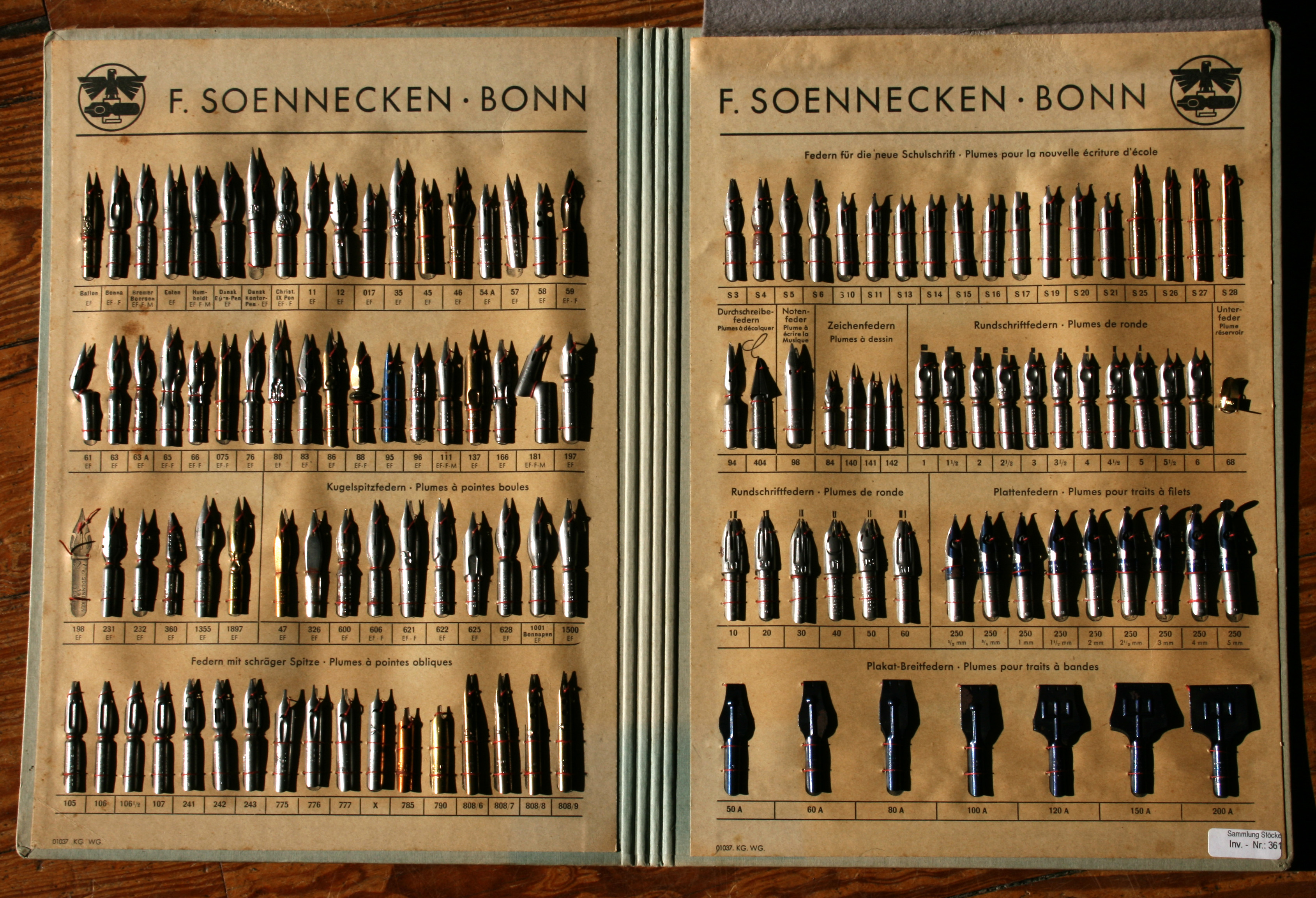
Асортимент пір'ів Зоннекера